# Escudo de Las Rozas de Madrid
El escudo de Las Rozas (Comunidad de Madrid, España) se aprobó el 6 de julio de 1992 cuando el Pleno del Ayuntamiento aprobó el diseño del mismo y estaba inspirado en el antiguo Blasón de Madrid capital. Sin embargo, en mayo de 1993 la Dirección General de Patrimonio Cultural de la Comunidad de Madrid sugirió ligeras variaciones sin que se aprobara de forma definitiva. Se rediseñó por completo en el año 1995, ya que hasta ese momento contaba con un emblema muy similar al de la ciudad de Madrid que servía como representación del municipio pero el Ayuntamiento y la Comunidad se fueron intercambiando escritos con nuevas sugerencias por parte de unos y otros, sin que se consiguiera la aprobación definitiva. Se agregó la cigüeña al escudo en conmemoración de un suceso acaecido en los años sesenta, cuando una cigüeña herida fue curada por un vecino de la localidad y ésta se quedó en el pueblo y se familiarizó tanto con sus habitantes que éstos la tomaron como mascota y la bautizaron como «cigüeña María». A partir de ahí formó parte no sólo del escudo del municipio, sino que da nombre a una plaza y a una escuela infantil.
Para conseguir el visto bueno, el 22 de junio de 2010 el Pleno del Ayuntamiento presentó la correspondiente Comisión Informativa que había sido redactada tras realizar consultas y mantener entrevistas personales con la Dirección General de Cooperación con las Administraciones Locales, dependiente de la Consejería de Presidencia de la Comunidad de Madrid, así como con la Real Academia de la Historia. El 29 de junio el Pleno del Ayuntamiento aprobó por unanimidad la modificación del escudo con el fin de solucionar el problema. Después se le remitió el acuerdo al Gobierno de la Comunidad de Madrid para su aprobación definitiva según lo previsto en el Reglamento de Organización, Funcionamiento y Régimen Jurídico de las Corporaciones Locales y en la ley 2/2003, de 11 de marzo, de Administración Local de la Comunidad de Madrid. El escudo mantendría la configuración de entonces, es decir, seguiría contando con un cuartel en el que figura la cigüeña, símbolo de Las Rozas en recuerdo de la cigüeña María, un segundo que muestra la imagen de una encina arrancada, por su pasado de extracción de carbón y especie arbórea abundante en la zona y una tercera imagen de un sol poniente, de oro, sobre ondas de plata y azur, en honor del Canal de Carlos III, cuyo tramo más extenso pasa por la Dehesa de Navalcarbón. El escudo va timbrado con la Corona Real Española pero ya no tendría láurea, cartela u ornato alguno. Este emblema es el que representa al Consistorio en la actualidad. A día de hoy, no ha recibido la aprobación definitiva.
El escudo se blasona así:

Partido. 1º de azur, cigüeña al natural. 2º, de plata, encina arrancada, de sinople. Entado en punta, ondas de plata y azur.